# Ogg
Ogg (произносится, по словам разработчика, как [ɑg], [ɒg] или [og]) — открытый стандарт формата мультимедиаконтейнера, являющийся основным файловым и потоковым форматом для мультимедиа-кодеков фонда Xiph.Org, а также название проекта, занимающегося разработкой этого формата и кодеков для него. Как и все технологии, разрабатываемые под эгидой Xiph.Org, формат Ogg является открытым и свободным стандартом, не имеющим патентных или лицензионных ограничений.

## Метаданные
На данный момент не существует официального стандарта метаданных для включения в контейнер Ogg. Фондом Xiph.Org рассматриваются несколько вариантов:
1. Дублинское ядро в формате RDF
2. XML-семейство (включая RDF, CMML и XMP)
3. XML-метаданные MusicBrainz
4. Ogg Skeleton

До принятия общего формата метаданных используются метаданные кодека. В программном обеспечении широко поддерживаются метаданные (комментарии) кодека Vorbis, в то время как комментарии Theora и FLAC поддерживаются в очень ограниченном количестве приложений.

## Кодеки Ogg
Ogg является всего лишь контейнером. Звук или видео сжимаются кодеками, а результат обработки хранится в подобных контейнерах. Контейнеры Ogg могут хранить потоки, закодированные несколькими кодеками. Например, файл с видео и звуком может содержать данные, закодированные аудио- и видеокодеками.
В контейнере Ogg можно хранить звук и видео в различных форматах (таких как MPEG-4, Dirac, MP3 и другие), но обычно Ogg используется со следующими:
- Аудиокодеки:
  - с потерями:
    - Opus (ранее Harmony) — с низкой задержкой кодирования (от 2,5 мс до 60 мс, настраиваемо) и более высокой компрессией аудиоданных, также битрейт от 6 до 510 кбит/с;
    - Speex — для сжатия речевого сигнала на низких битрейтах (~8—32 (кбит/c)/канал);
    - Vorbis — для сжатия звука на средних и высоких битрейтах (~16—500 (кбит/c)/канал).

  - без потерь:
    - FLAC — для обработки звуковых архивов и других аудиоданных, требующих высокого качества воспроизведения.
- Текстовые кодеки:
  - Writ — текстовый кодек, предназначенный для включения в файлы субтитров или заголовков;
  - CMML — текстовый/прикладной кодек для синхронизированных метаданных, заголовков форматирования.
- Видеокодеки:
  - Theora — основанный на VP3 фирмы On2 Technologies конкурент видеокодекам MPEG-4 (например, DivX или Xvid, RealVideo или Windows Media Video);
  - Tarkin — экспериментальный кодек, использующий дискретные вейвлет-преобразования в трёх измерениях — ширина, высота и время. С февраля 2000 года его разработка была приостановлена, а основные усилия были сосредоточены на Theora;
  - Dirac — экспериментальный кодек, разработанный BBC в качестве основы нового кодека для передачи видео через Интернет. Проект Шрёдингер разрабатывает переносимые библиотеки, написанные на Си, реализующие кодек Дирак. Он также позволяет хранить сжатые Дираком данные внутри контейнера Ogg;
  - OggUVS — черновой вариант кодека для хранения несжатого видео.
- Субтитры:
  - Annodex — свободный и открытый набор стандартов, разработанных CSIRO (англ. Commonwealth Scientific and Industrial Research Organisation), предназначенный для описания и индексации мультимедиа, распространяемого по сети.